# Toni Garrn
Antonia (Toni) Garrn (Hamburg, 7 juli 1992) is een Duits topmodel en actrice. Ze werd in Hamburg gescout tijdens het Wereldkampioenschap voetbal 2006.
Garrn debuteerde door exclusief geboekt te worden door Calvin Klein in het seizoen voorjaar/zomer 2008, wat ze het seizoen erna nogmaals deed. Inmiddels heeft Garrn ook shows gelopen voor onder andere Dolce & Gabbana, Christian Dior en Tommy Hilfiger.
Ze stond onder andere in de bladen Vogue, Muse, Elle en Marie-Claire, en ze verscheen in campagnes en catalogi van onder andere Calvin Klein, Prada, Versace, Cartier en Burberry.
Garrn woont in Manhattan (New York) met haar collega-model en goede vriendin Ali Stephens.
In 2019 speelde Garrn de rol van The Seamstress in de film Spider-Man: Far From Home, binnen het Marvel Cinematic Universe.

## Optredens in film en televisie
- 2017: Under the Bed
- 2017: You Are Wanted (televisieserie)
- 2017: Edge of the Blade (alternatieve titel: Oscar Pistorius: Blade Runner Killer)
- 2018: Alvaro Soler - La cintura (muziekvideo)
- 2018: Head Full of Honey
- 2019: Berlin, I Love You
- 2019: Spider-Man: Far From Home
- 2019: Robin Schulz & Nick Martin & Sam Martin - Rather Be Alone (muziekvideo)
- 2020: Robin Schulz feat. Alida - In Your Eyes (muziekvideo)
- 2021: Crisis
- 2021: One More Time (muziekvideo)
- 2021: Warning

- Gemeinsame Normdatei: 1140543873
- Virtual International Authority File: 3279150688330212660009
- WorldCat: E39PBJpjdg3RYydM8K8YFtMkjC